# Fulko av Jerusalem
Fulko av Jerusalem, Fulko den unge, eller Fulko V av Anjou (namnet även skrivet Fulco, Foulques, Fulk), född mellan 1089 och 1092 i Anjou, död 1142 i Akko, blev genom sitt äktenskap med drottning Melisende av Jerusalem, dotter till Balduin II av Jerusalem, kung av Jerusalem. Av börd blev han dessutom greve av Anjou 1109.

## Biografi
Fulko var son till greve Fulko IV av Anjou och Bertrade de Montfort. Modern rymde hemmet och gjorde sig skyldig till bigami då hon gifte sig med kung Filip I av Frankrike. Vid faderns frånfälle 1109 blev Fulko hans efterträdare som greve av Anjou. Han gifte sig 1110 med Ermengarde av Maine, och paret fick flera barn. Efter att ha varit bundsförvant till Ludvig IV av Frankrike, gick han i allians med Henrik I av England, sedan deras båda barn, Matilda av England och Gottfrid V av Anjou, ingått äktenskap 1127.
1120 blev Fulko korsriddare, och knöt förbindelser med Tempelherrarna. Sju år senare uppvaktades han av en delegation från kung Balduin II av Jerusalem, som saknade manliga arvingar och tronföljare. Fulk hade då hunnit bli änkling från sitt första äktenskap, och blivit en tillräckligt förmögen och beundrad korsriddare, för att kungen skulle kunna se honom som en värdig efterträdare. Därmed ordnades bröllop mellan Fulko och Balduins dotter Melisenda, och Fulko avträdde grevskapet Anjou till sin äldste son i första äktenskapet, Gottfrid V av Anjou, som blev stamfader till huset Plantagenet.
Balduin avled 1131, varmed Fulko och Melisenda blev de jure samregenter, men i verkligheten var det Fulko som regerade kungariket, till mångas förtret. Fulko dödades 1143 i en jaktolycka i Akko, och efterträddades som kung av sin äldste son med Melisenda, Balduin III av Jerusalem. Denne efterträddes i sin tur av deras andra son, Amalrik I av Jerusalem.